# Stralsunder Bilderhandschrift
Als Stralsunder Bilderhandschrift werden die historischen Darstellungen vorpommerscher Städte vom Anfang des 17. Jahrhunderts bezeichnet, die im Stadtarchiv Stralsund aufbewahrt werden. Die Stralsunder Bilderhandschrift ist eine kulturgeschichtlich bedeutende, beinahe lückenlose Darstellung der Städte eines ganzen Territoriums mit vielen glaubwürdigen Details in besonderer künstlerischer Qualität.

## Geschichte
Die genaue Entstehungsgeschichte der Bildersammlung ist nicht bekannt. Zwischen 1610 und 1618 erarbeitete der Rostocker Gelehrte Eilhard Lubinus die erste vollständige Karte des Herzogtums Pommern. Zu dieser Karte gehörten auch die Ansichten aller pommerschen Städte. Herzog Philipp II. hatte für seinen Landesteil Pommern-Stettin, der weitgehend Hinterpommern (Pomeraniae ulterioris) entsprach, den Antwerpener Maler Johann Wolfhart (Johan Wolfart) beauftragt. Für Pommern-Wolgast, in etwa mit Vorpommern (Pomeraniae citerioris) gleichzusetzen, wo Herzog Philipp Julius regierte, wurde von diesem ein unbekannt gebliebener Künstler beauftragt.
Bei den Veduten handelt es sich um farbig aquarellierte Federzeichnungen. Die Zeichnungen besitzen hoch gelegene Sichtpunkte, teilweise wurden für die umfassenden Abbildungen erhöht angenommene Standpunkte gewählt. Die Bilder wurden klar nach Vordergrund, Mittelgrund und Tiefe gestaffelt. Die Breitenausdehnung der Städte wurde hervorgehoben. Bevorzugt erfolgten die Darstellungen von einer Wasserseite ausgehend. Die Abbildungen weisen eine für ihre Entstehungszeit beachtliche Detailtreue auf. So ermöglicht es die Farbgebung unterschiedliche Dachkonstruktionen zu erkennen. Auch die unmittelbare Umgebung der Städte wurde festgehalten.
Die Stadtansichten Wolfharts und wahrscheinlich der größte Teil der Bilder des unbekannten Malers dienten als Vorlage für die Kupferstiche am Rand der Lubinschen Karte. Dadurch lässt sich die Entstehungszeit für die meisten Bilder auf die Jahre 1611 bis 1615 eingrenzen, von Beginn der Arbeiten des Eilhard Lubinus bis zu deren Abschluss. Einige Bilder, wie die Darstellung von Loitz, wo die um 1600 erfolgte Erweiterung des Kirchenschiffs nicht dargestellt wurde, sind jedoch vermutlich älter oder basieren auf älteren Vorlagen.
Die Bilder gelangten ins Stralsunder Stadtarchiv und wurden unter dem Titel „Civitates Pomeranie citerioris“ zusammen eingebunden. Sie sind in der Sammlung „Personen, Karten, Pläne, Orts- und Gebäudeansichten“ unter der Signatur E IIa-40 abgelegt. Die erstmalige Veröffentlichung der Stralsunder Bilderhandschrift erfolgte 1979 als Faksimile durch den Historiker Herbert Ewe im Hinstorff Verlag Rostock.
Die Stralsunder Bilderhandschrift enthielt zum Zeitpunkt ihrer Publizierung 1979 die ältesten bekannten Bildbelege für die meisten vorpommerschen Städte vor dem Dreißigjährigen Krieg. Nur für Stralsund (Sebastian Münster: Cosmographia, 1592) und Barth (Georg Braun: Civitates Orbis Terrarum, 1598) waren ältere Darstellungen überliefert. Für die kleineren vorpommerschen Städte blieben die Zeichnungen der Bilderhandschrift bis ins 19. Jahrhundert die einzige zuverlässige historische Abbildung.
Bereits zum Zeitpunkt der Veröffentlichung und danach wurden im Stralsunder Stadtarchiv weitere Federzeichnungen vorpommerscher Städte aufgefunden. Diese wurden 1996 durch Herbert Ewe veröffentlicht und sind ebenfalls in der o. g. Sammlung abgelegt.

## Städte
In der Stralsunder Bilderhandschrift sind die Abbildungen folgender Städte enthalten: 

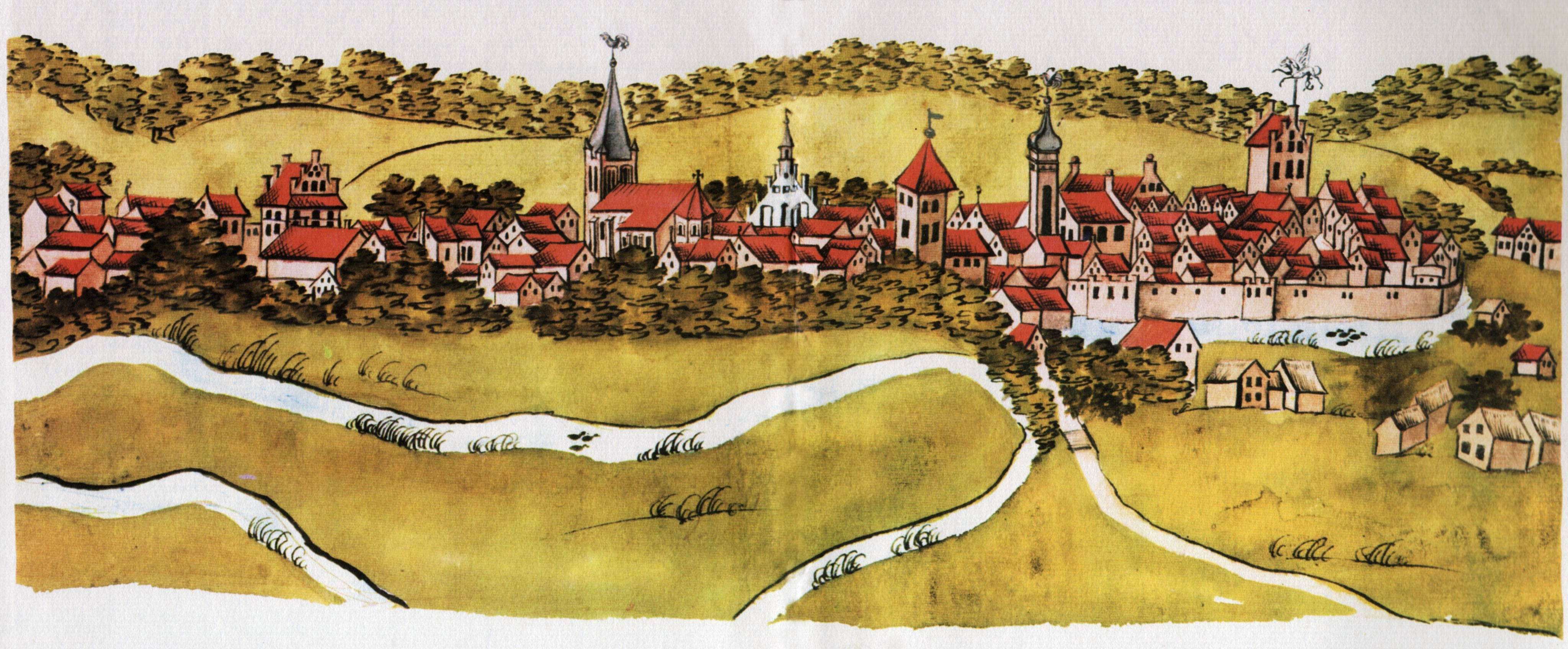
Altentreptow (Treptow an der Tollense)
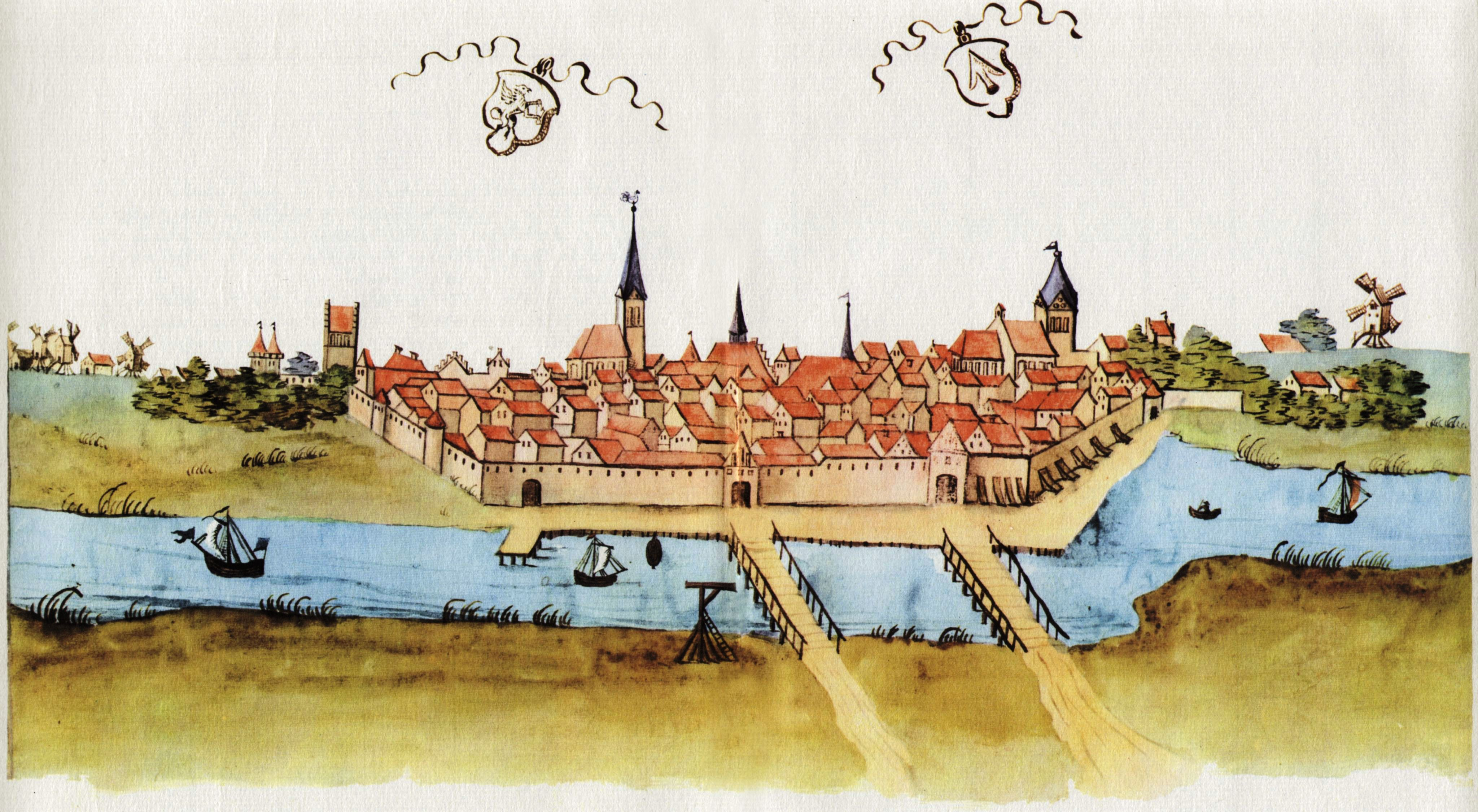
Anklam
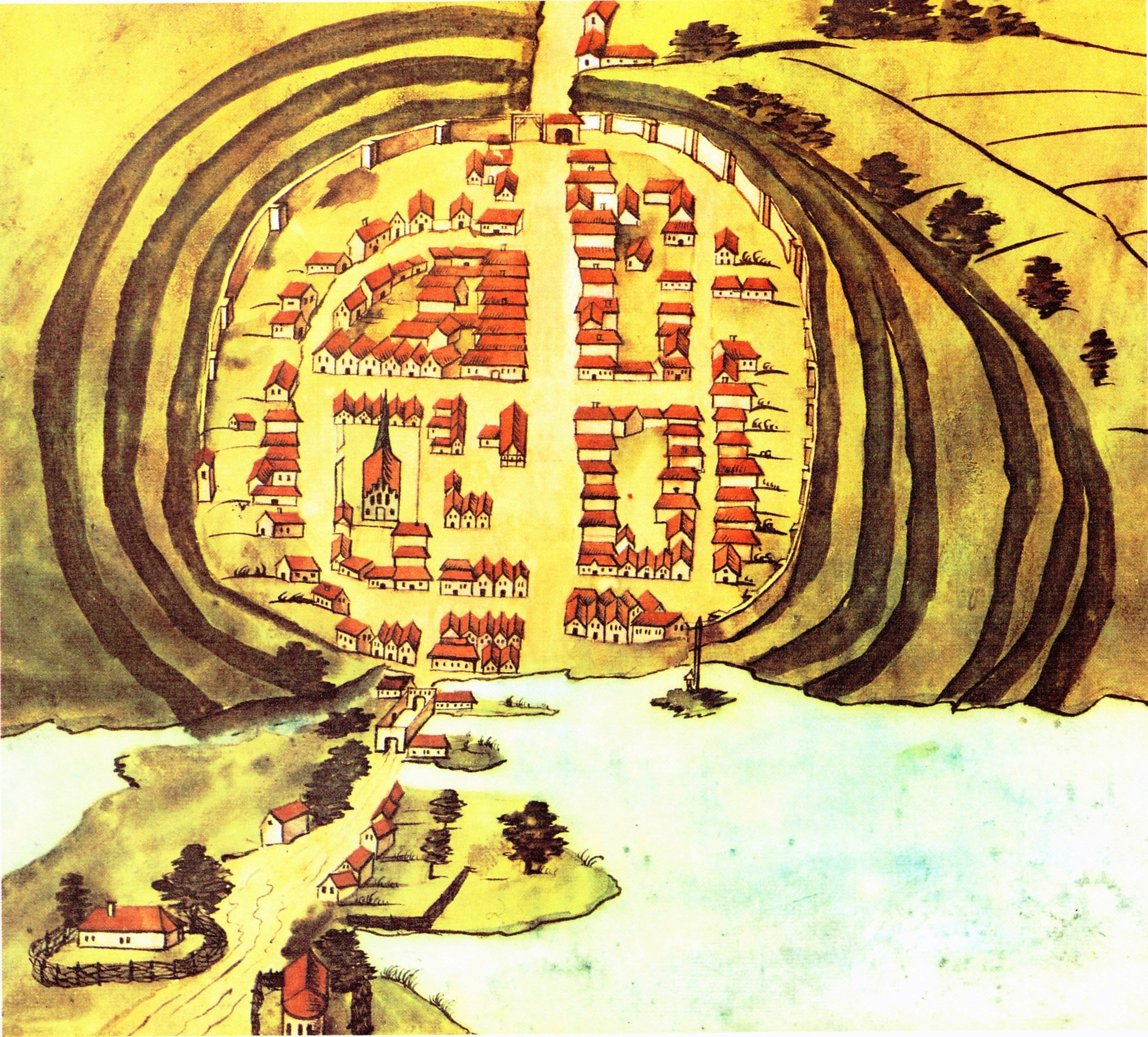
Bahn (Banie)
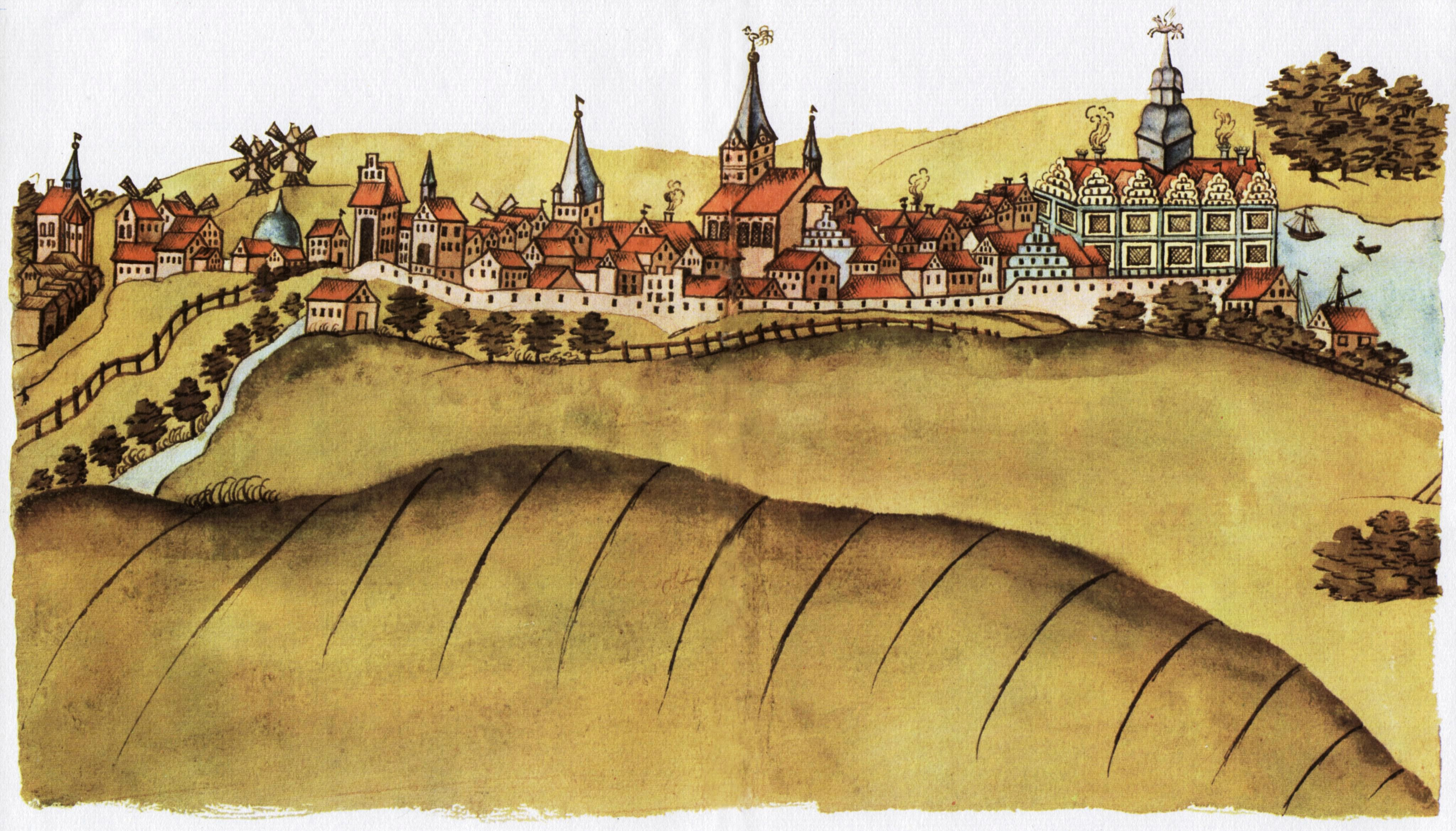
Barth
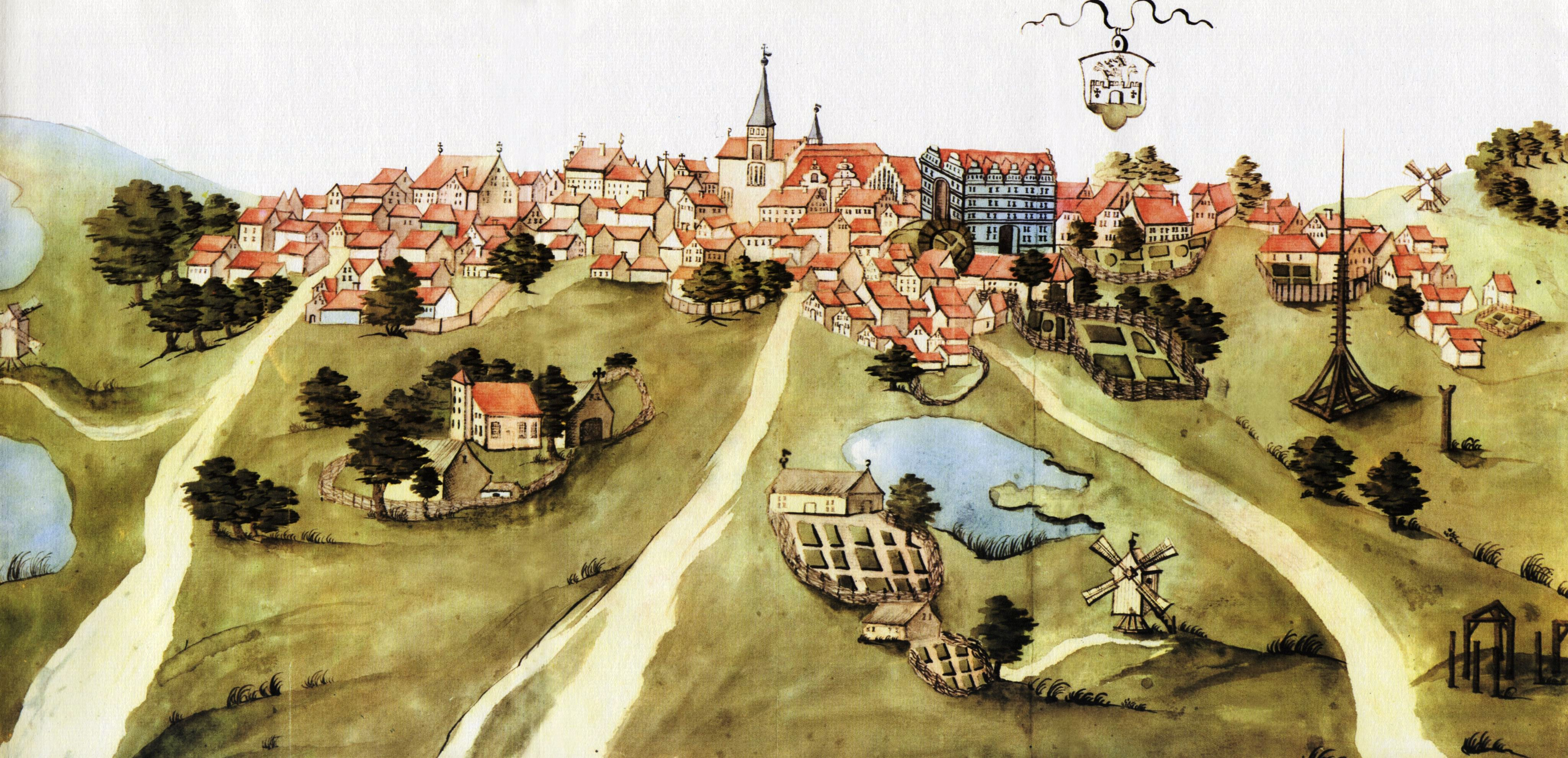
Bergen
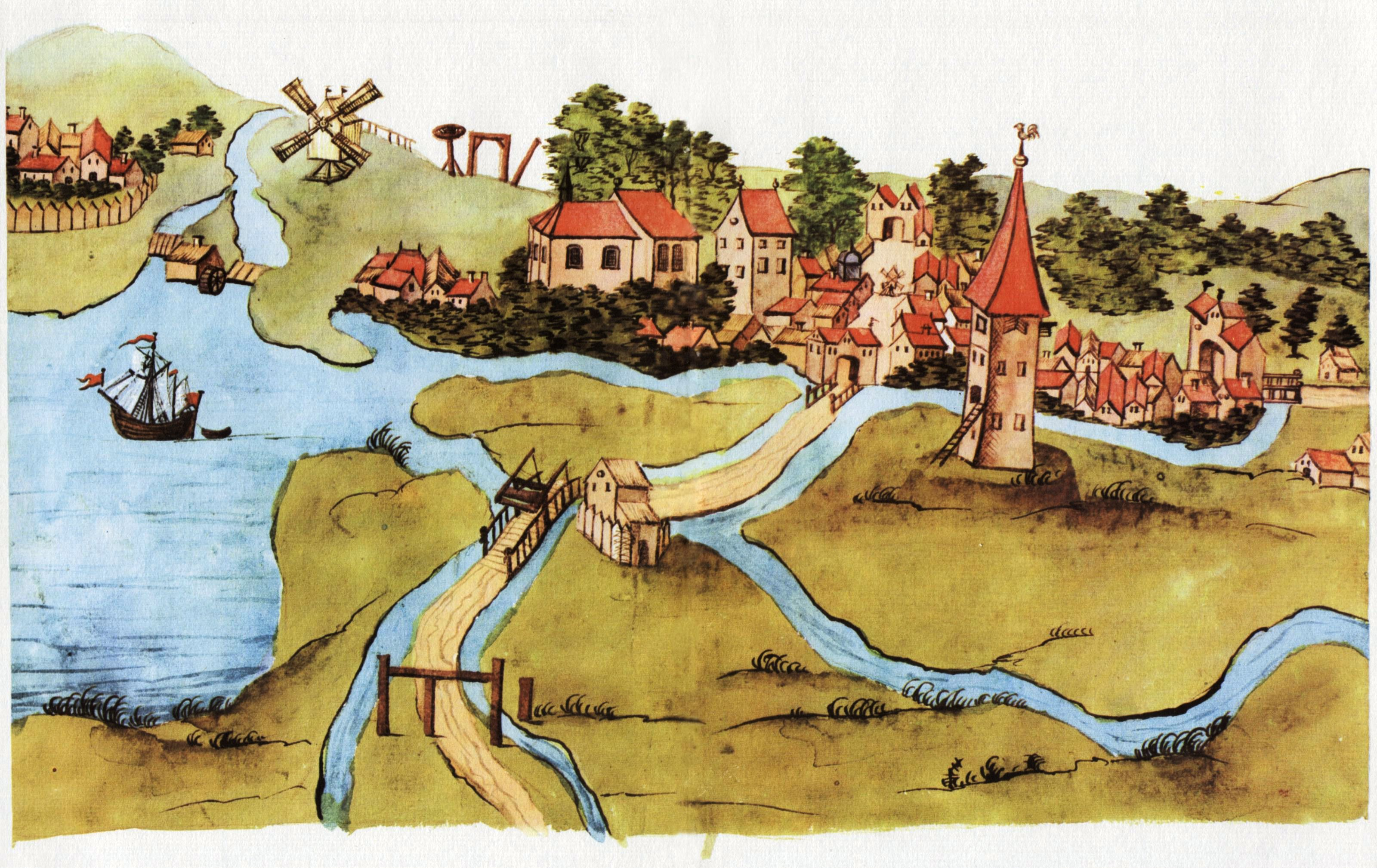
Damgarten
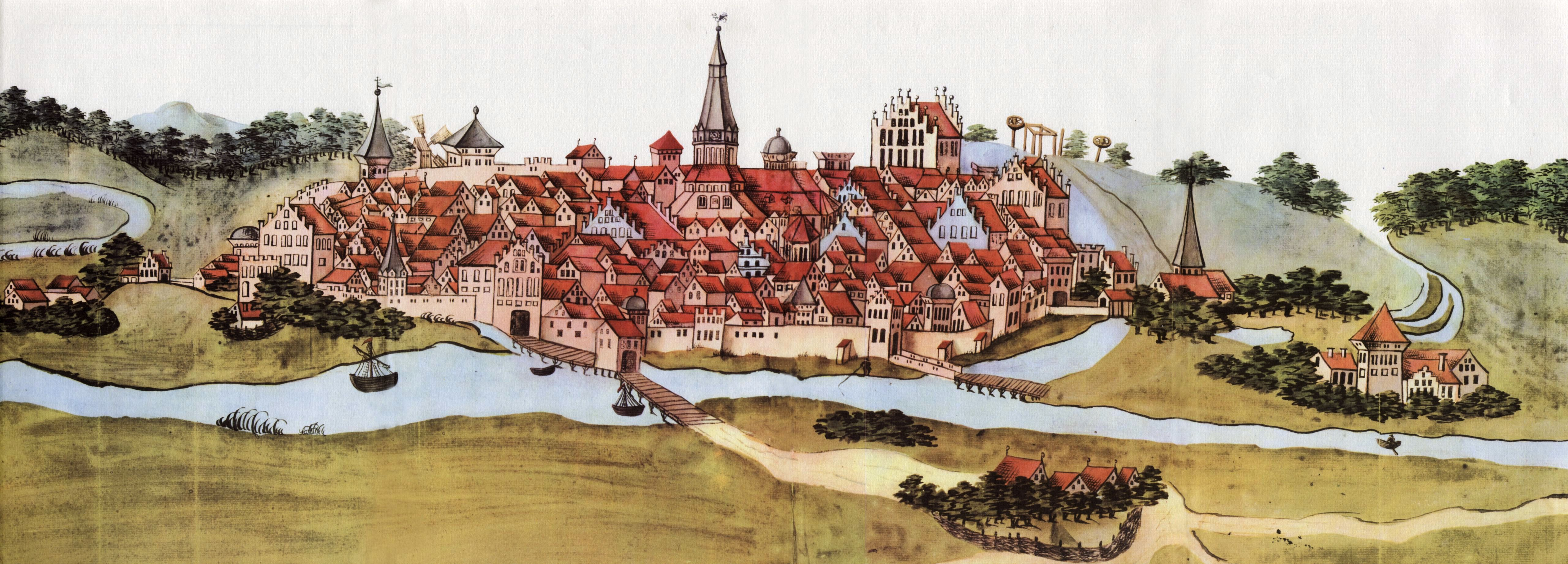
Demmin
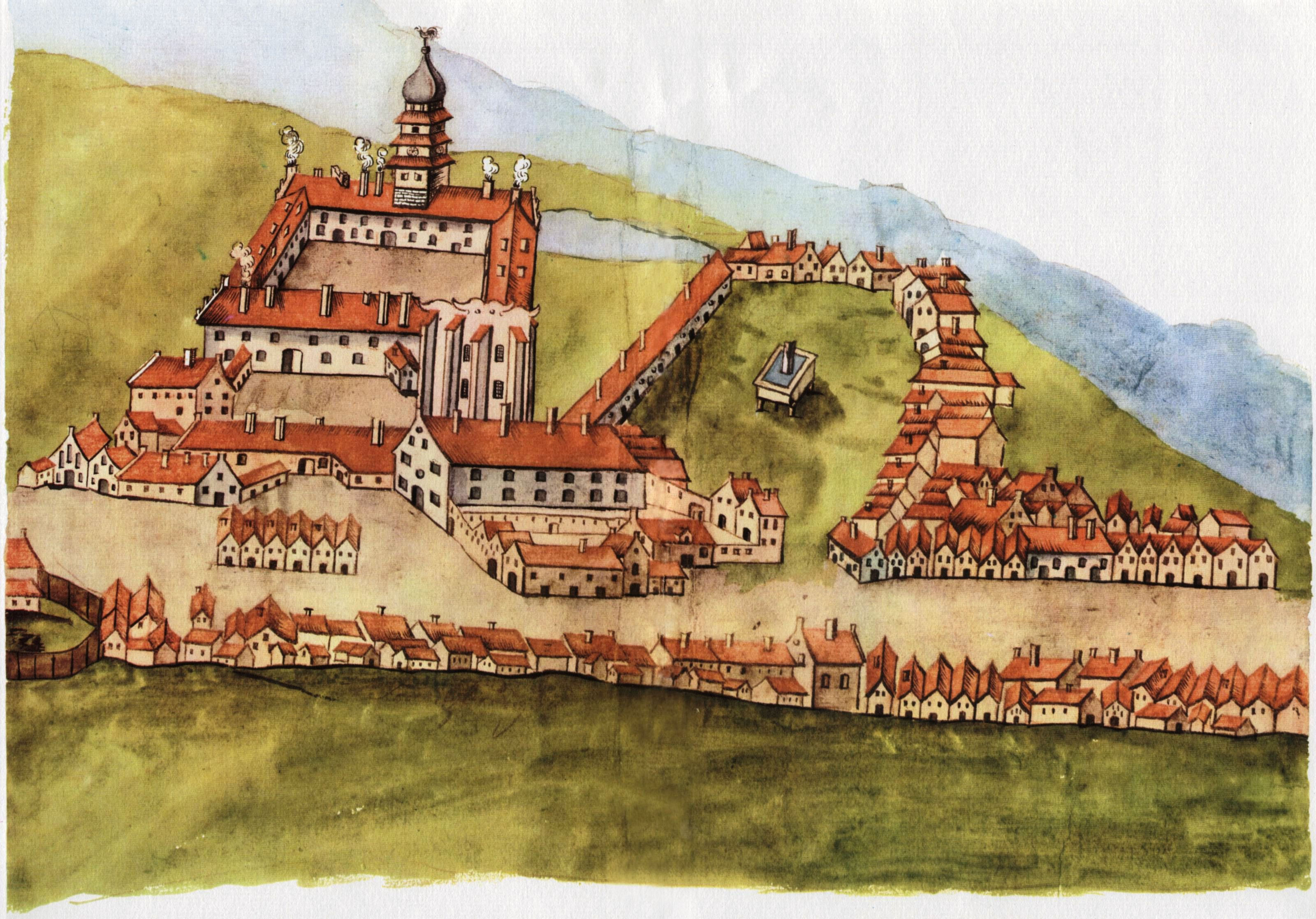
Franzburg
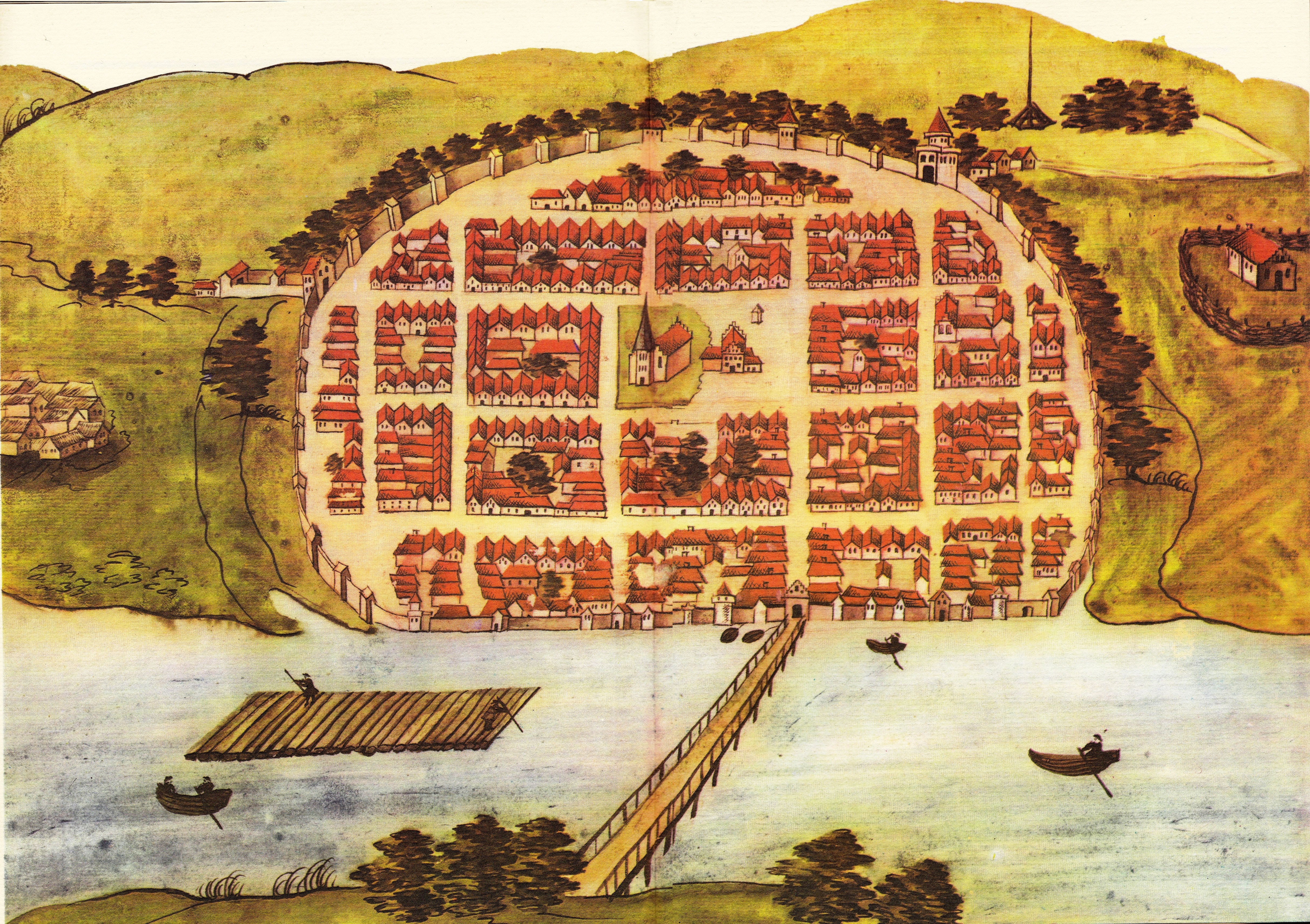
Greifenhagen (Gryfino)
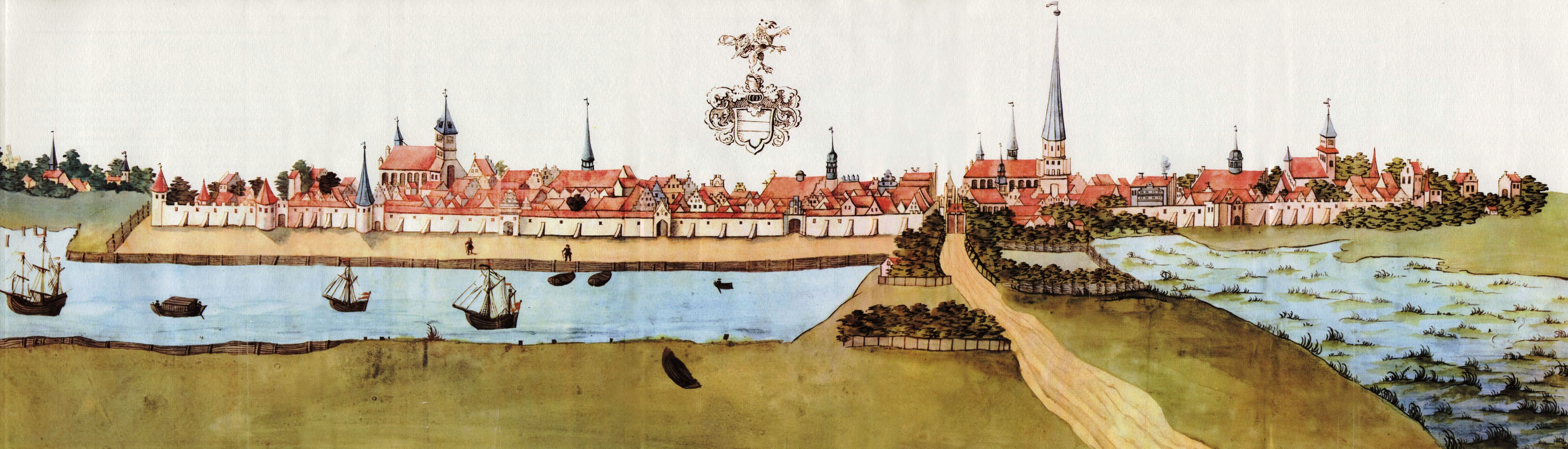
Greifswald
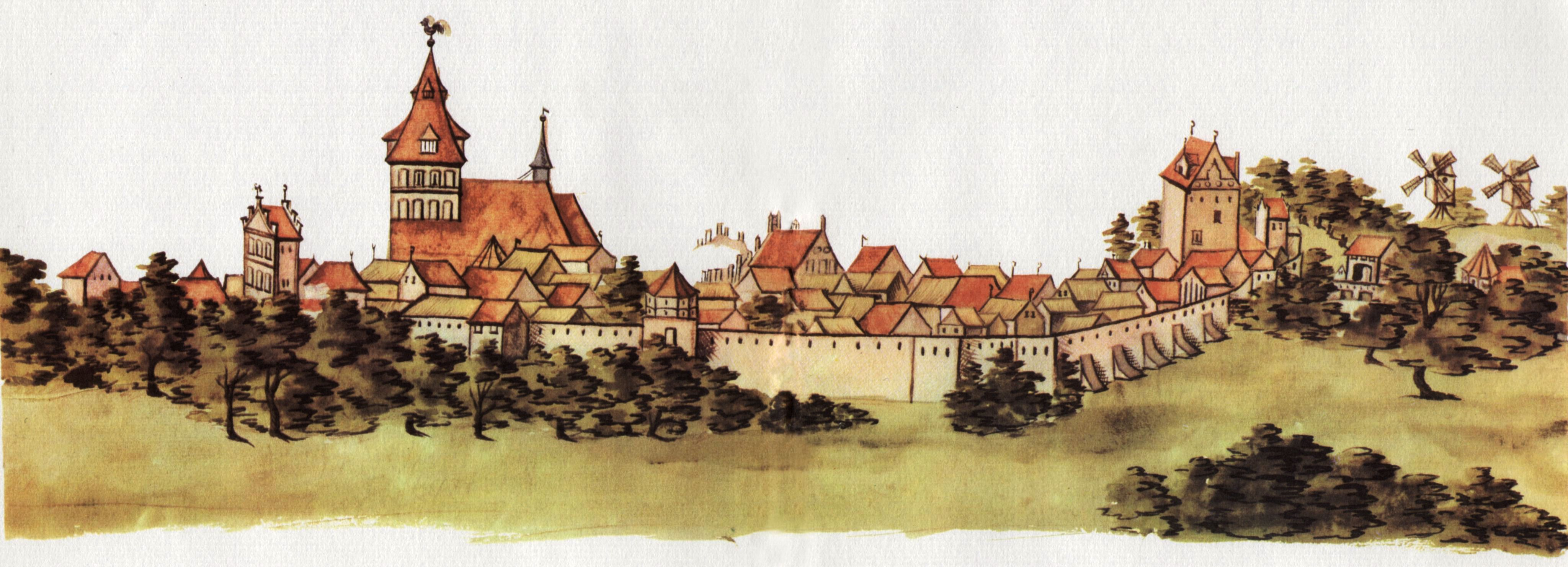
Grimmen
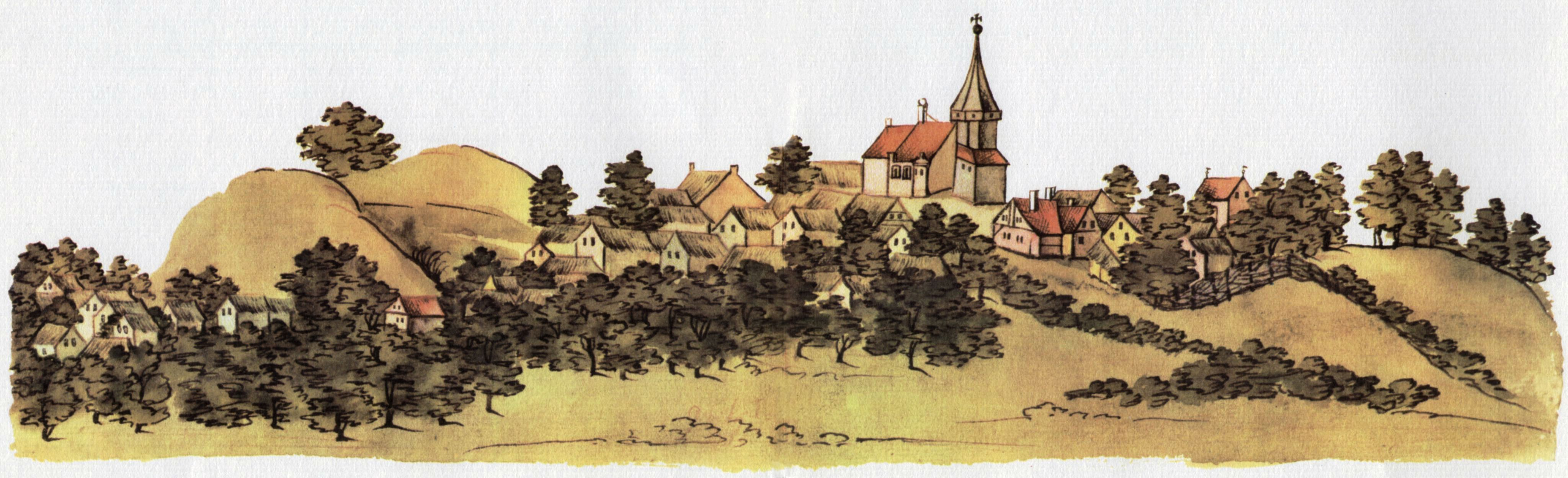
Gützkow
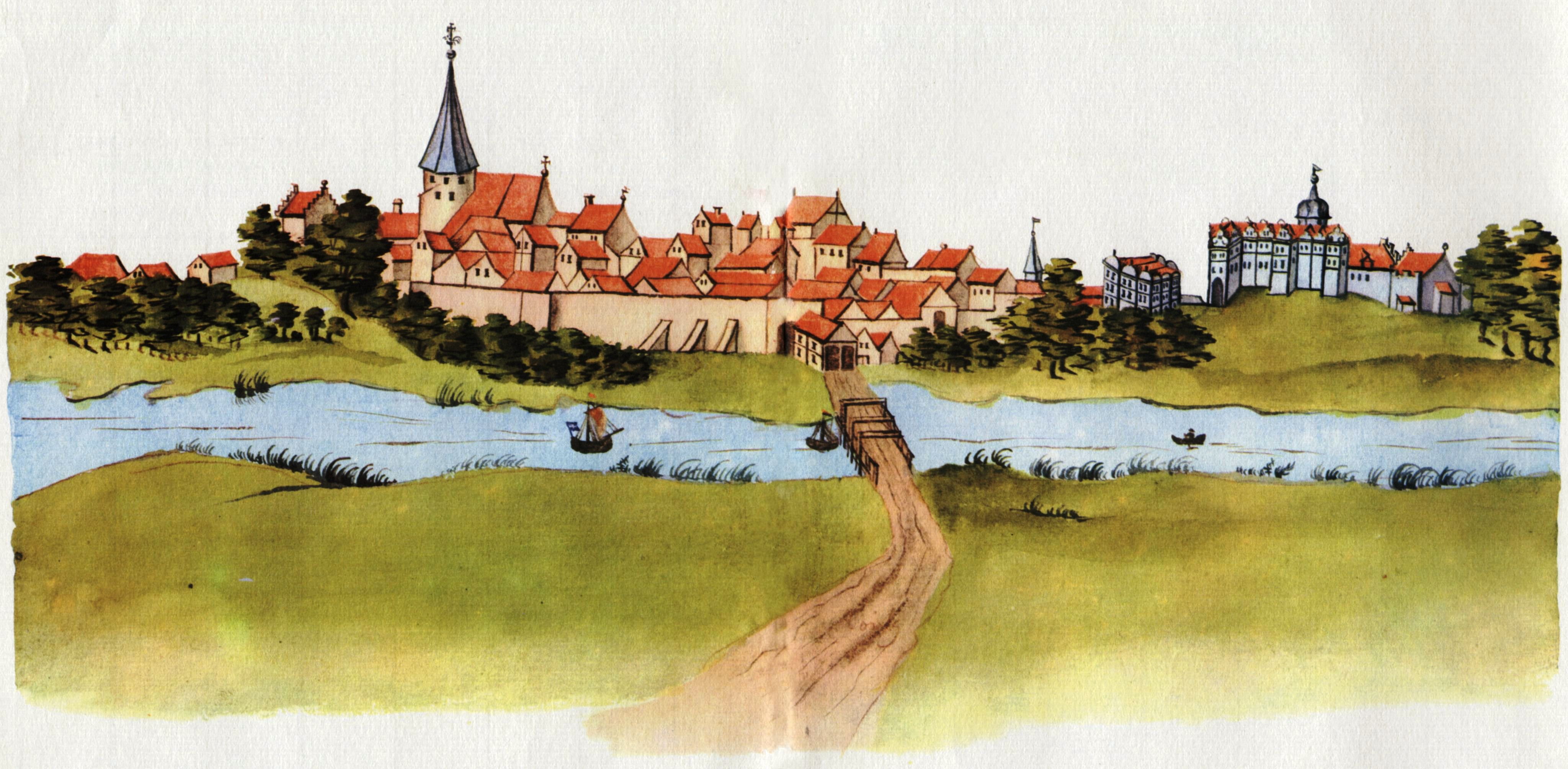
Loitz
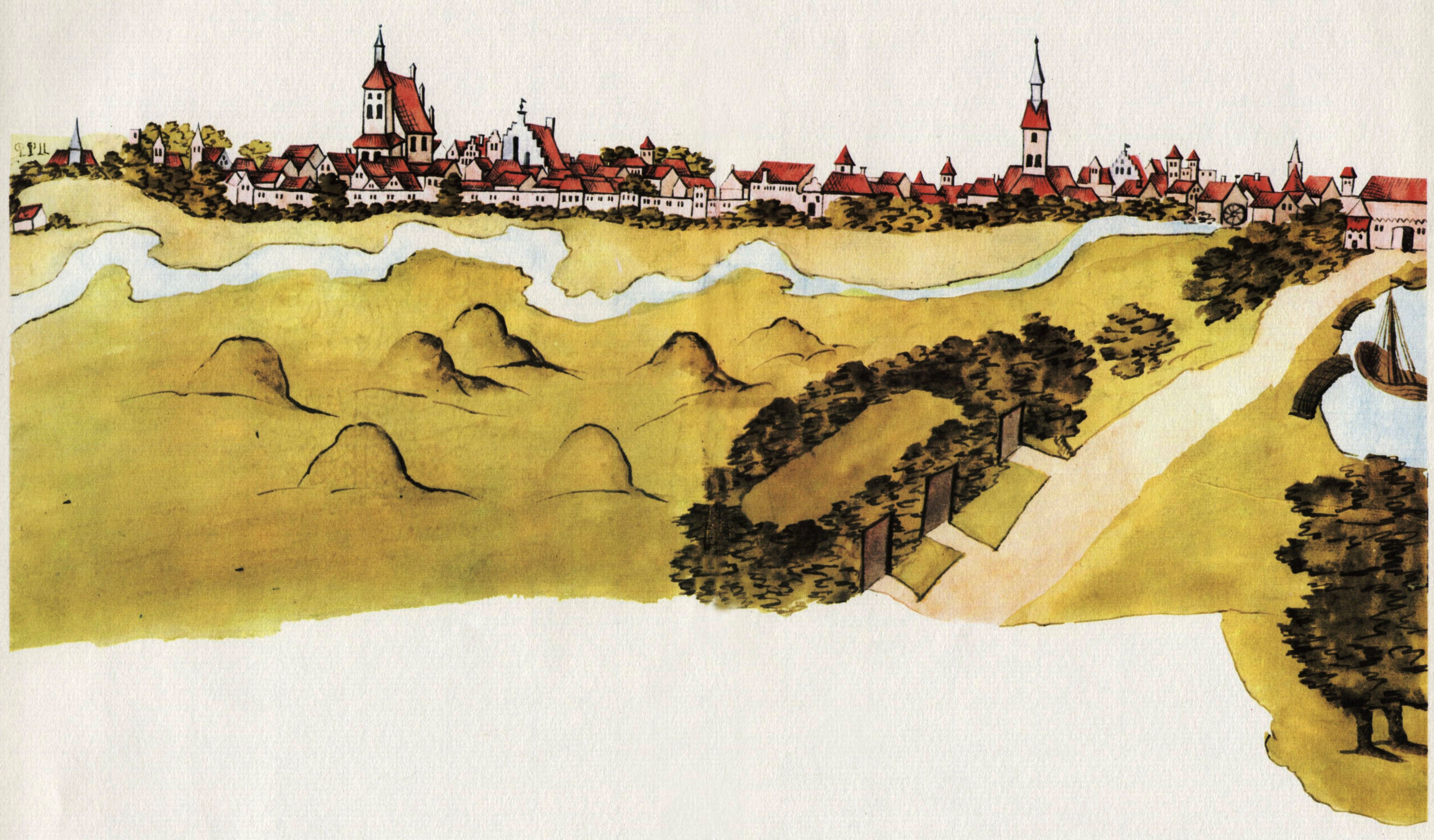
Pasewalk (Ansicht spiegelverkehrt)
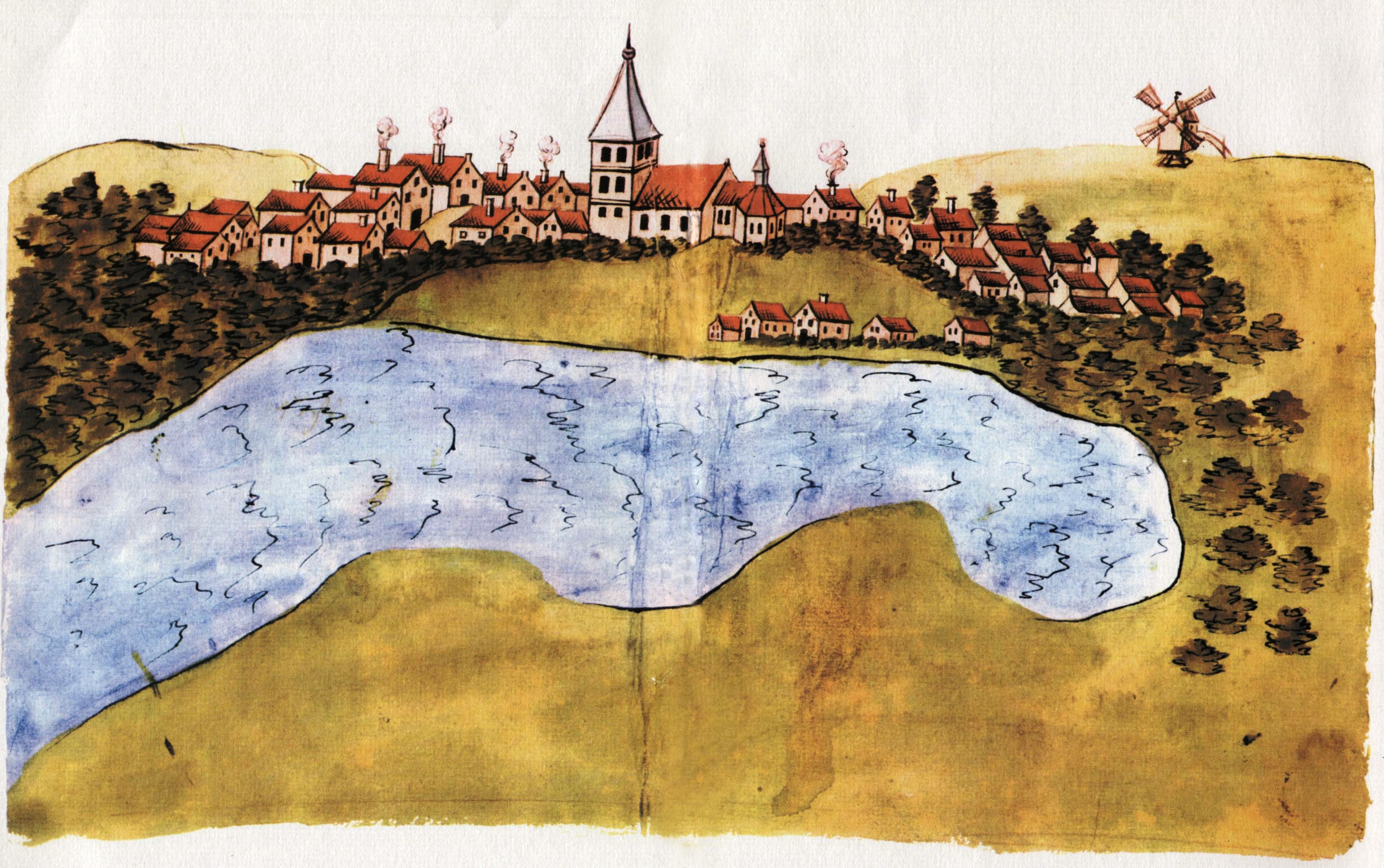
Richtenberg
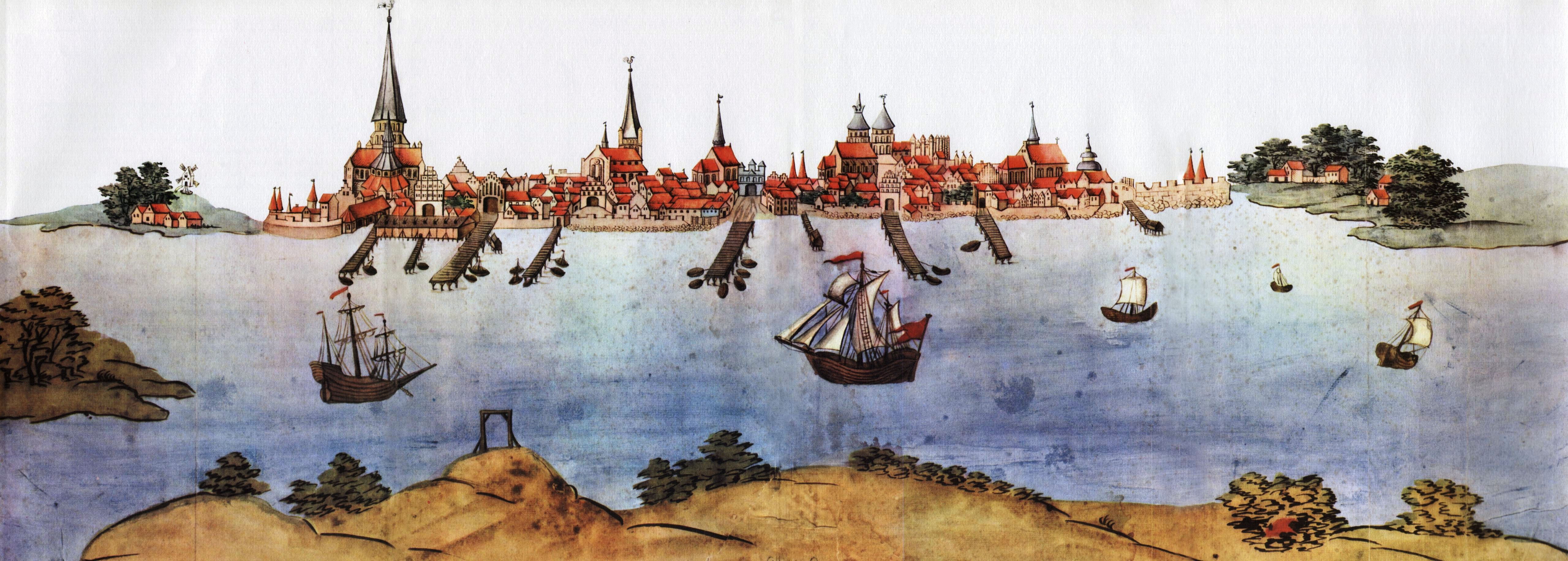
Stralsund
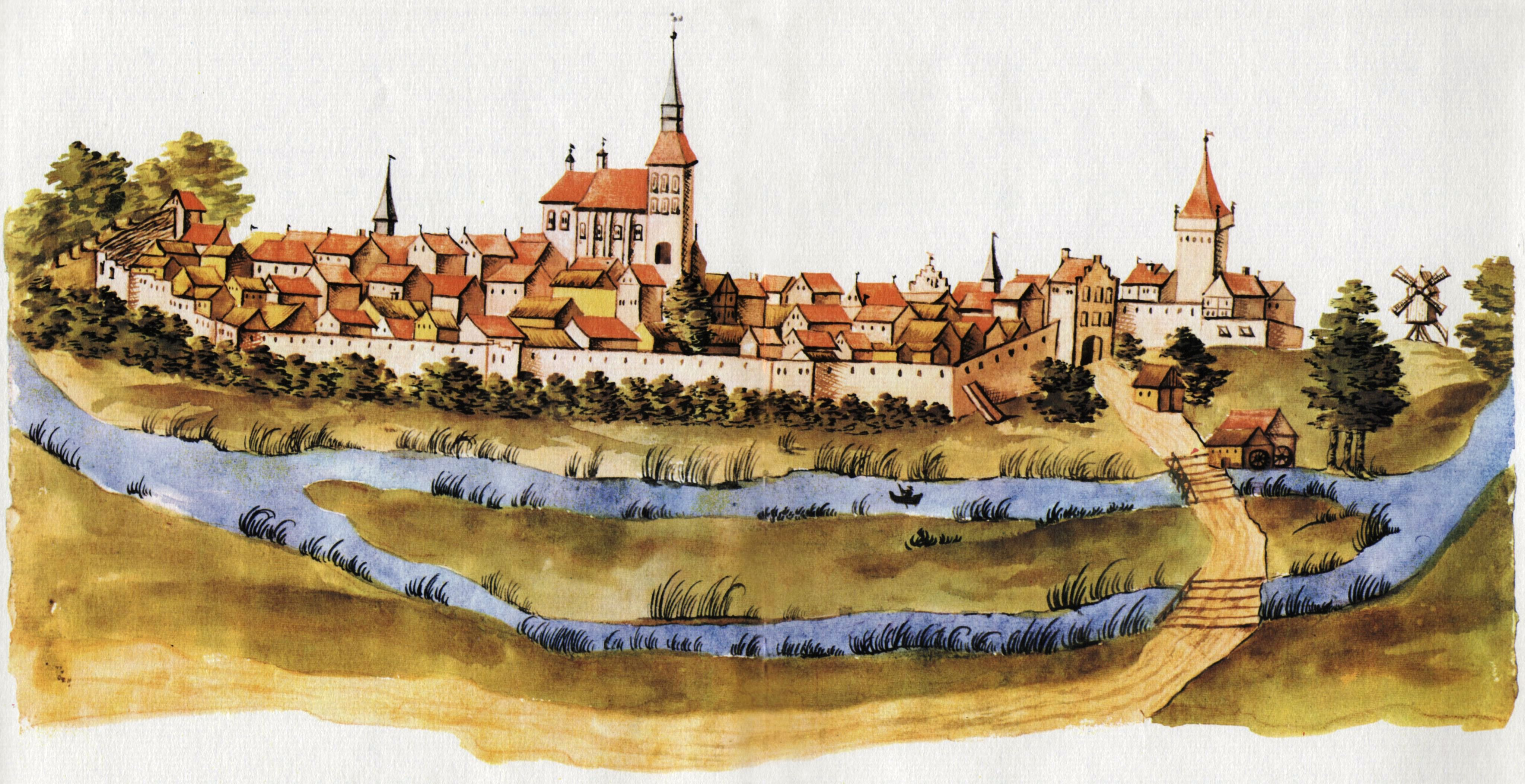
Tribsees
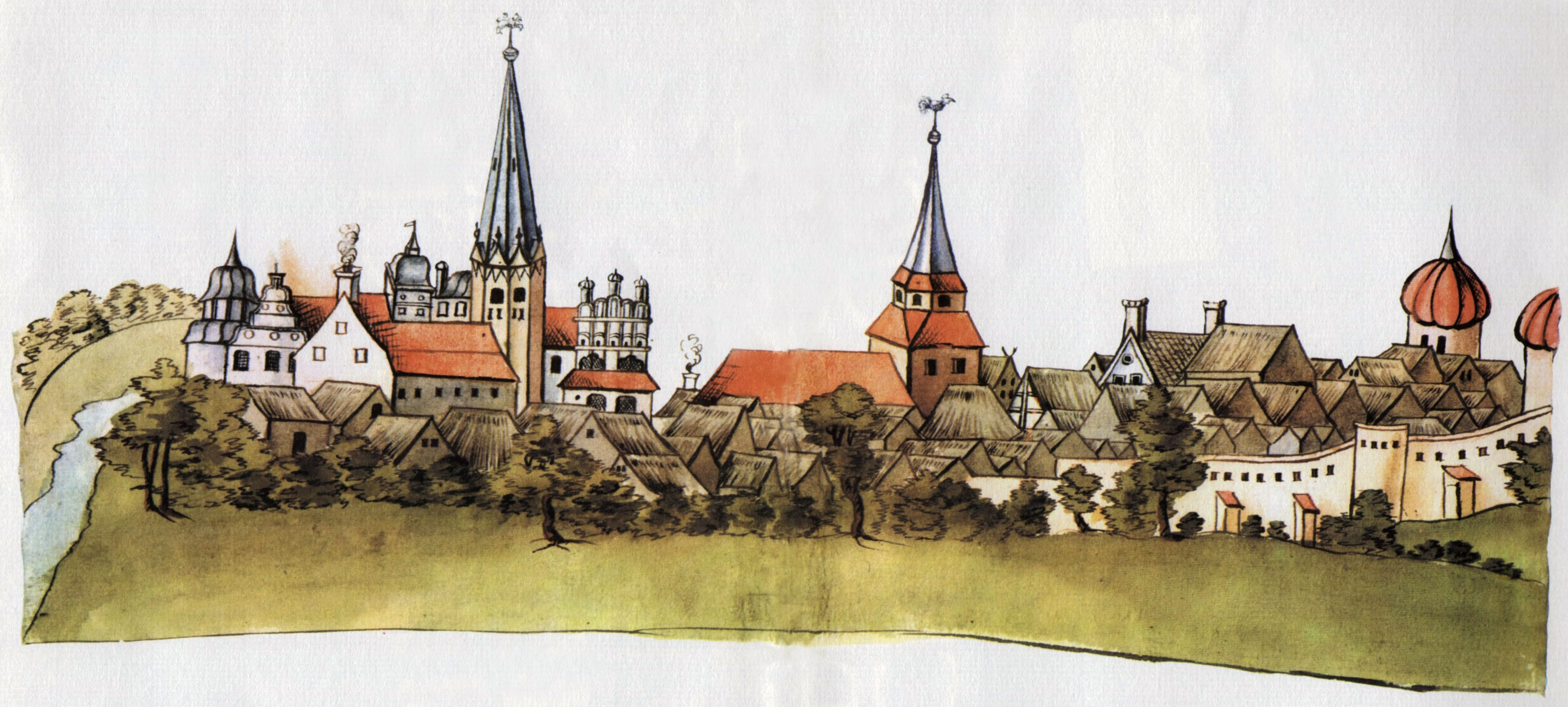
Ueckermünde
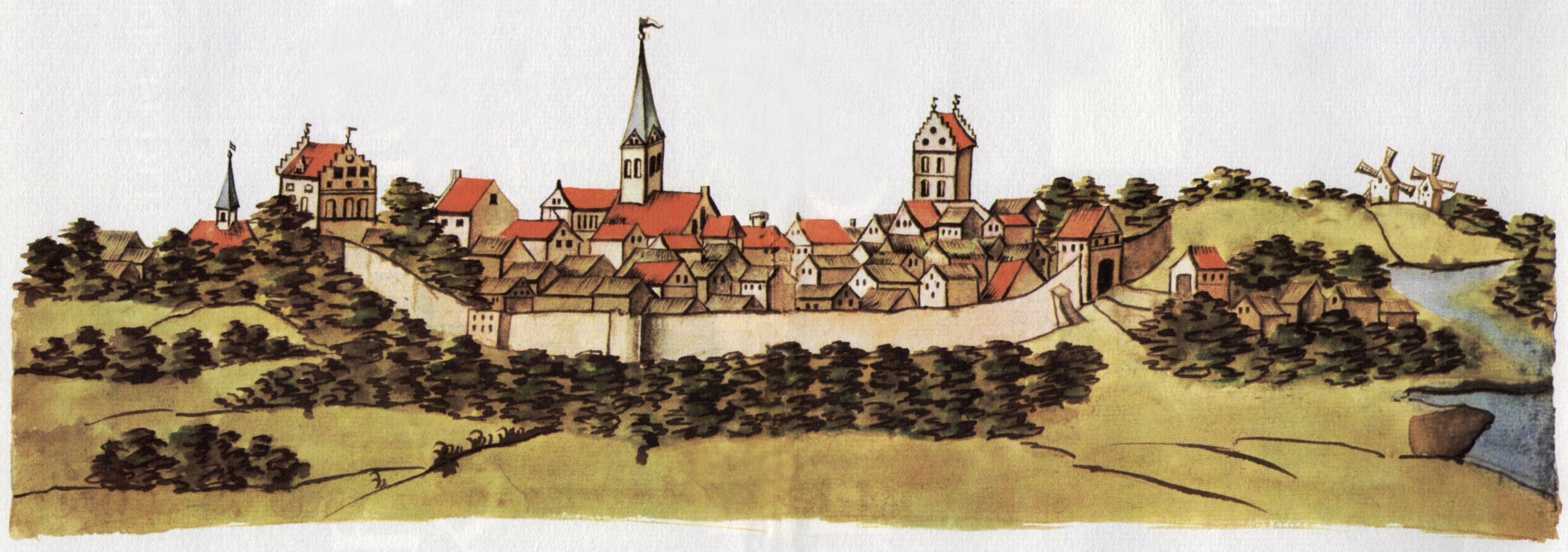
Usedom
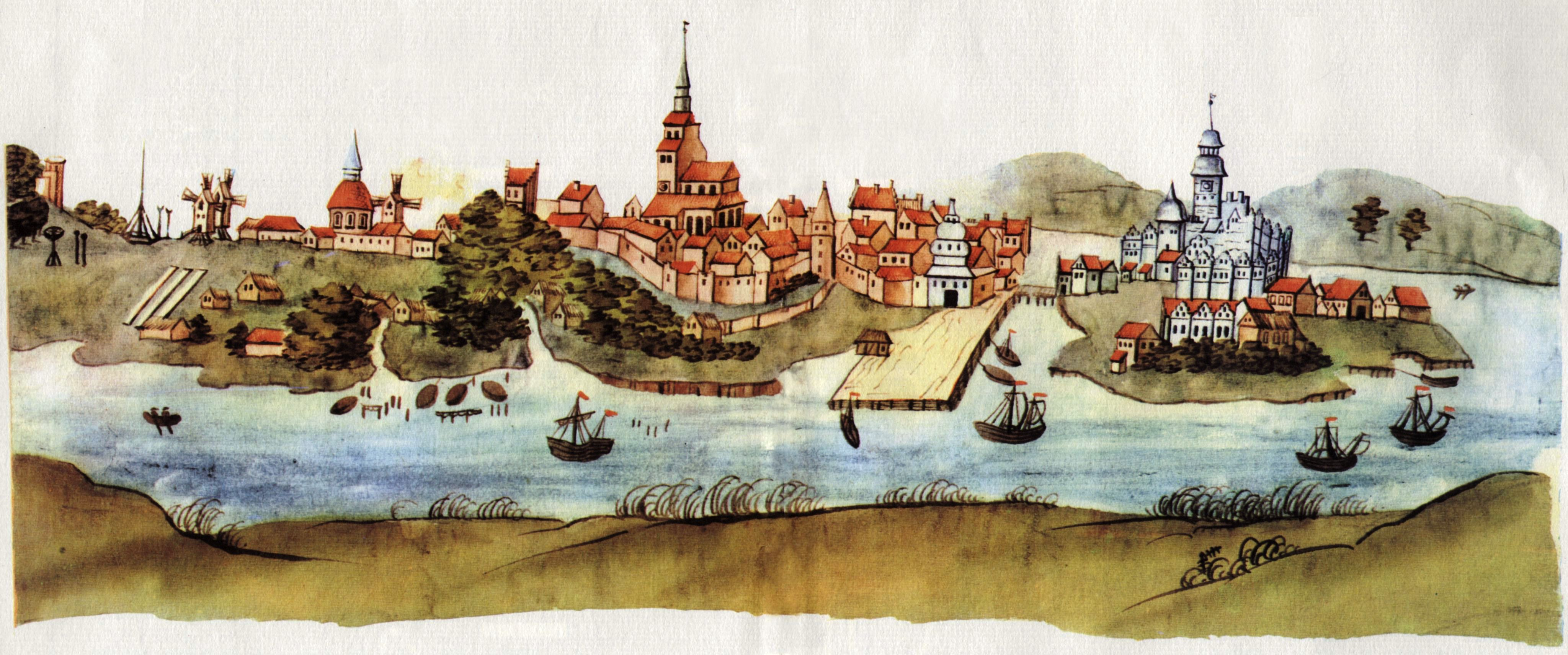
Wolgast